# Барселона (Риу-Гранди-ду-Норти)
Барселона (порт. Barcelona) — муниципалитет в Бразилии, входит в штат Риу-Гранди-ду-Норти. Составная часть мезорегиона Сельскохозяйственный район штата Риу-Гранди-ду-Норти. Входит в экономико-статистический микрорегион Борборема-Потигуар. Население составляет 4238 человек на 2006 год. Занимает площадь 152,629 км². Плотность населения — 27,8 чел./км².
Праздник города — 17 декабря.

## История
Город основан 17 декабря 1958 года.

## Статистика
- Валовой внутренний продукт на 2003 год составляет 9 922 685,00 реалов (данные: Бразильский институт географии и статистики).
- Валовой внутренний продукт на душу населения на 2003 год составляет 2406,08 реалов (данные: Бразильский институт географии и статистики).
- Индекс развития человеческого потенциала на 2000 год составляет 0,613 (данные: Программа развития ООН).

## География
Климат местности: тропический.